# Tlmače

Tlmače  est une ville de Slovaquie située dans la région de Nitra.

## Histoire
Première mention écrite de la ville en 1075. Le 1er janvier 1986, la municipalité a obtenu le statut de ville.

## Démographie

### Évolution de la population
| Année:               | 1994. | 2004.    | 2014.    | 2024.   |
| -------------------- | ----- | -------- | -------- | ------- |
| Nombre de personnes: | 5440  | 4226     | 3712     | 3507    |
| Différence:          |       | -22,31 % | -12,16 % | -5,52 % |

| Année:               | 2023. | 2024.   |
| -------------------- | ----- | ------- |
| Nombre de personnes: | 3542  | 3507    |
| Différence:          |       | -0,98 % |

## Quartiers
La ville se compose de 2 Quartiers:
- Částa
- Lipník